# 브래드 케인

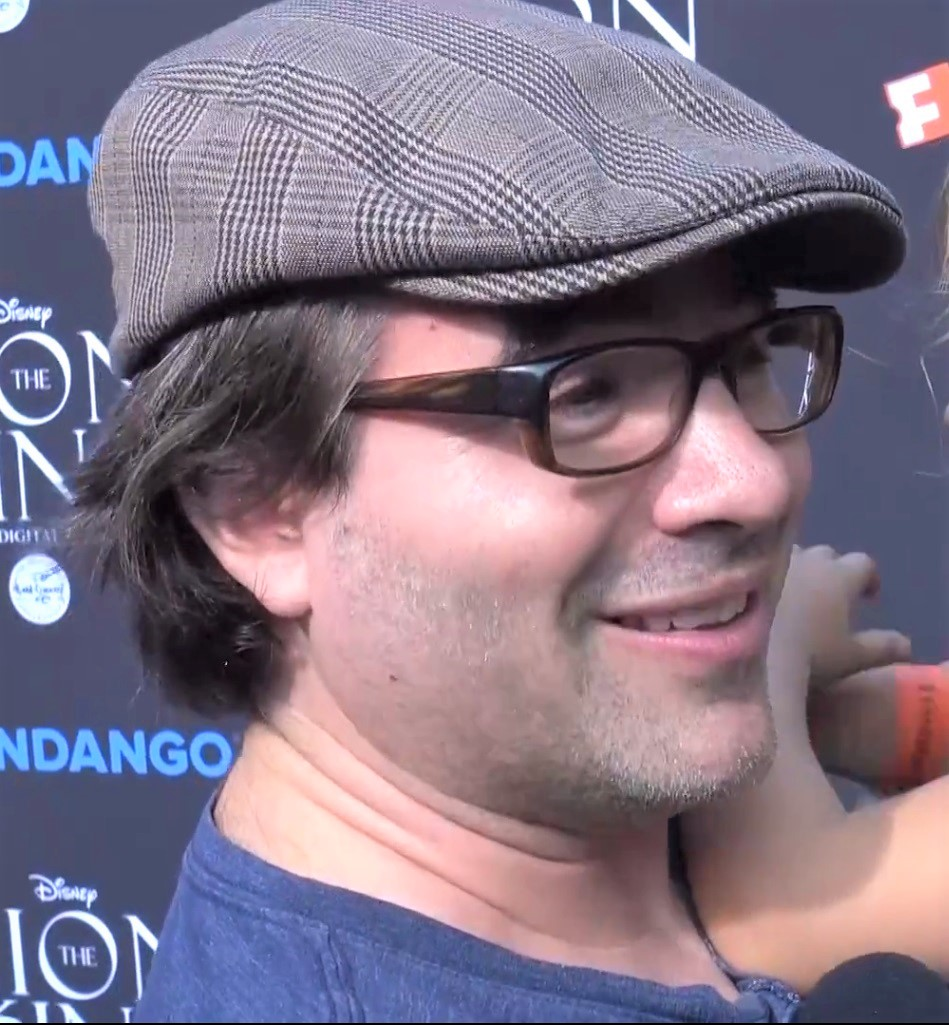

브래드 케인(Brad Kane, 1973년 9월 29일 ~ )은 미국의 배우, 가수, 각본가, 텔레비전 배우이다.
뉴로셸에서 태어났다.

## 방송
- 프린지 1

## 영화
- 프린지 (2008년)
- 스타쉽 트루퍼스 (1997년)
- 뱀파이어 해결사 (1997년)
- 카툰타운의 크리스마스 (1996년)
- 알라딘 2 - 돌아온 자파 (1994년) - 알라딘 노래 목소리 역
- 알라딘 (1992년) - 알라딘/알리바브와 왕자 노래 목소리 역